# Communist Revolutionary League of India
Communist Revolutionary League of India är ett mindre politiskt parti i den indiska delstaten Västbengalen. Partiet leds av Ashim Chatterjee, som tidigare var en studentledare för Communist Party of India (Marxist-Leninist). Chattejee bröt med Charu Majumdar 1971 efter misslyckandet med att bygga upp väpnad kamp i Debra-Gopiballavbur området i Västbengalen och på grund av CPI(ML):s motstånd mot Bangladeshs befrielsekamp. Chatterjee bildade Bengal-Bihar-Orissa Border Regional Committee, CPI(ML) (exakt namn oklart). Hans grupp gick senare samman med Satayanarayan Singhs CPI(ML). Senare bildade Chatterjee CRLI.  
Under perioden 1995-2000 var CRLI medlem av Left Front. Efter brytningen med CPI(M) har CRLI varit i kontakt med Saifuddin Chaudhurys Party of Democratic Socialism.